# Enric Martí Carreto
Enric Martí Carreto fue un empresario catalán del textil de la segunda mitad del siglo XX, adquirió popularidad social en España por haber sido directivo y presidente del Fútbol Club Barcelona en los años 1952 y 1953. Su gestión al frente del FC Barcelona pasó a la historia por ser el hombre que presidía el club cuando se produjo el "Caso Di Stéfano". Dimitió como presidente tras aceptar compartir los derechos federativos de Di Stéfano con el Real Madrid.